# Océanite tempête
Pour les articles homonymes, voir Tempête (homonymie).
Hydrobates pelagicus
Espèce
Synonymes
- Procellaria hirundo
- Procellaria lugubris
- Procellaria pelagica
- Thalassidroma dubia

Statut de conservation UICN

 LC  : Préoccupation mineure
L'Océanite tempête (Hydrobates pelagicus), également appelé Pétrel tempête, est une espèce de Procellariiformes de la famille des hydrobatidés. Il est le seul membre du genre Hydrobates. Cet oiseau pélagique est le plus petit des oiseaux de mer d'Europe, où il est protégé. Extrêmement discret, il est de mœurs exclusivement nocturnes sur les lieux de reproduction et est rarement visible de la côte, sauf à l'occasion des tempêtes les plus violentes. Il est en revanche bien connu des pêcheurs puisqu'il suit souvent les navires en haute mer, volant au ras des vagues, et donnant parfois l'impression qu'il court sur la surface de l'eau.
Sa population mondiale, entièrement cantonnée à l'Atlantique du nord-est, est comprise entre 300 000 et 700 000 couples.

## Morphologie
L'Océanite tempête est un oiseau assez frêle, long de 14 à 17 cm, ne pesant que 23 à 29 g. Ses dimensions sont proches de celles d'une hirondelle. Son envergure varie de 36 à 39 cm. C'est le plus petit oiseau de mer d'Europe.
Il est de couleur noir de suie, sauf une ligne blanche sur le dessous de l'aile, et une large bande blanche sur le croupion. Son bec, qui présente le tube nasal commun à tous les Procellariiformes, ses pattes, courtes et grêles, et ses yeux sont d'un noir brillant. Le front, un peu proéminent, donne l'impression que le dessus de la tête est plat. La queue est large et ne présente pas d'échancrure.
On peut le confondre avec l'Océanite cul-blanc, mais ce dernier, un peu plus grand, a le dessous des ailes entièrement sombre, la bande blanche sur le croupion est en forme de "V", il présente une bande pâle sur le dessus des ailes, et a une queue échancrée.

## Comportement

### Locomotion
L'Océanite tempête a un vol acrobatique ; il est capable de réaliser de nombreux changements de cap, souvent très près des vagues, quitte à "piétiner" l'eau avec ses pattes. Lorsqu'il se pose en mer, il tient ses ailes ouvertes et levées.

### Alimentation
Il se nourrit d'organismes marins planctoniques, de petits déchets de poisson et même d'huile de poisson surnageant en surface. Il est capable de saisir sa nourriture, repérée à l'odeur, en vol. Il lui arrive de se réunir en petit groupe pour exploiter une source de nourriture. Généralement, il ne se nourrit qu'en surface,.

### Comportement social

#### Vocalisations
Les cris d'appel à l'entrée du terrier ressemblent à un ronronnement.

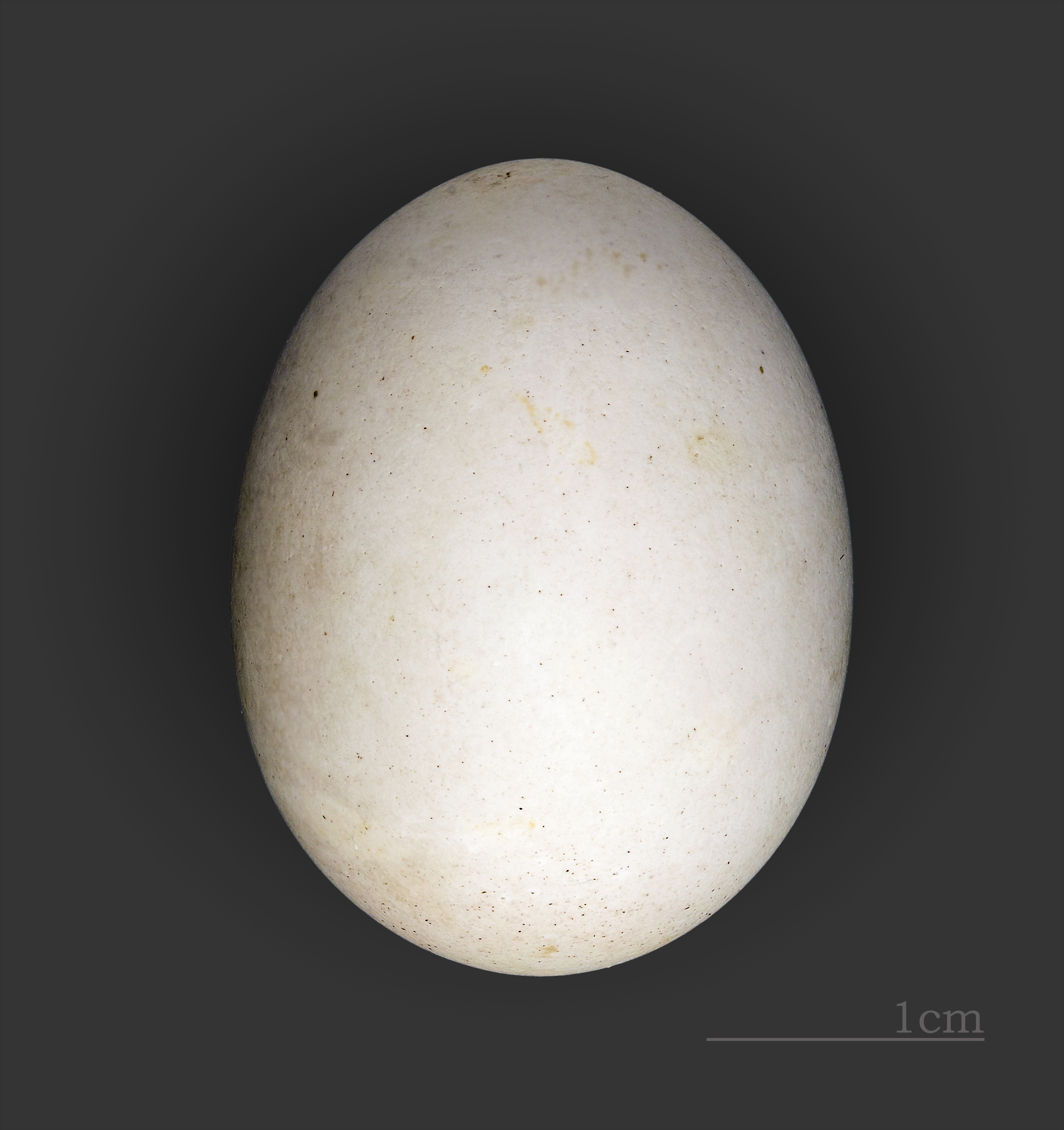
Œuf d'Océanite tempête
(coll.MHNT)

### Reproduction
Cet oiseau ne revient généralement à terre que pour se reproduire. Les sites de nidification sont le plus souvent des îles rocheuses, mais parfois aussi des falaises ou promontoires donnant sur la mer. Cet oiseau ne pond qu'un seul œuf blanc, entre avril et juillet, à l'abri de rochers ou dans un terrier, généralement à flanc de falaise. Cet œuf sera couvé en moyenne 35 jours. Pendant la saison de nidification, il ne revient à terre que de nuit, pour éviter la prédation des goélands et des labbes, le jeune quittera le nid au bout de 55 à 70 jours environ. Les petits seront aptes à se reproduire à 3 ans.

### Longévité
Cet oiseau peut vivre jusqu'à au moins 33 ans et 10 mois (record européen actuel)

## Répartition et habitat

### Habitat
Cet oiseau hauturier ne revient à terre que pour se reproduire. Il niche généralement sur des îles rocheuses ou des falaises inaccessibles.

### Répartition
Les sites de nidification de cet oiseau se situent dans des zones localisées de l'ouest de l'Europe (Atlantique Nord-Est) et de la mer Méditerranée. Le reste du temps, il est pélagique, mais peut parfois être abondant au sud de l'Irlande.

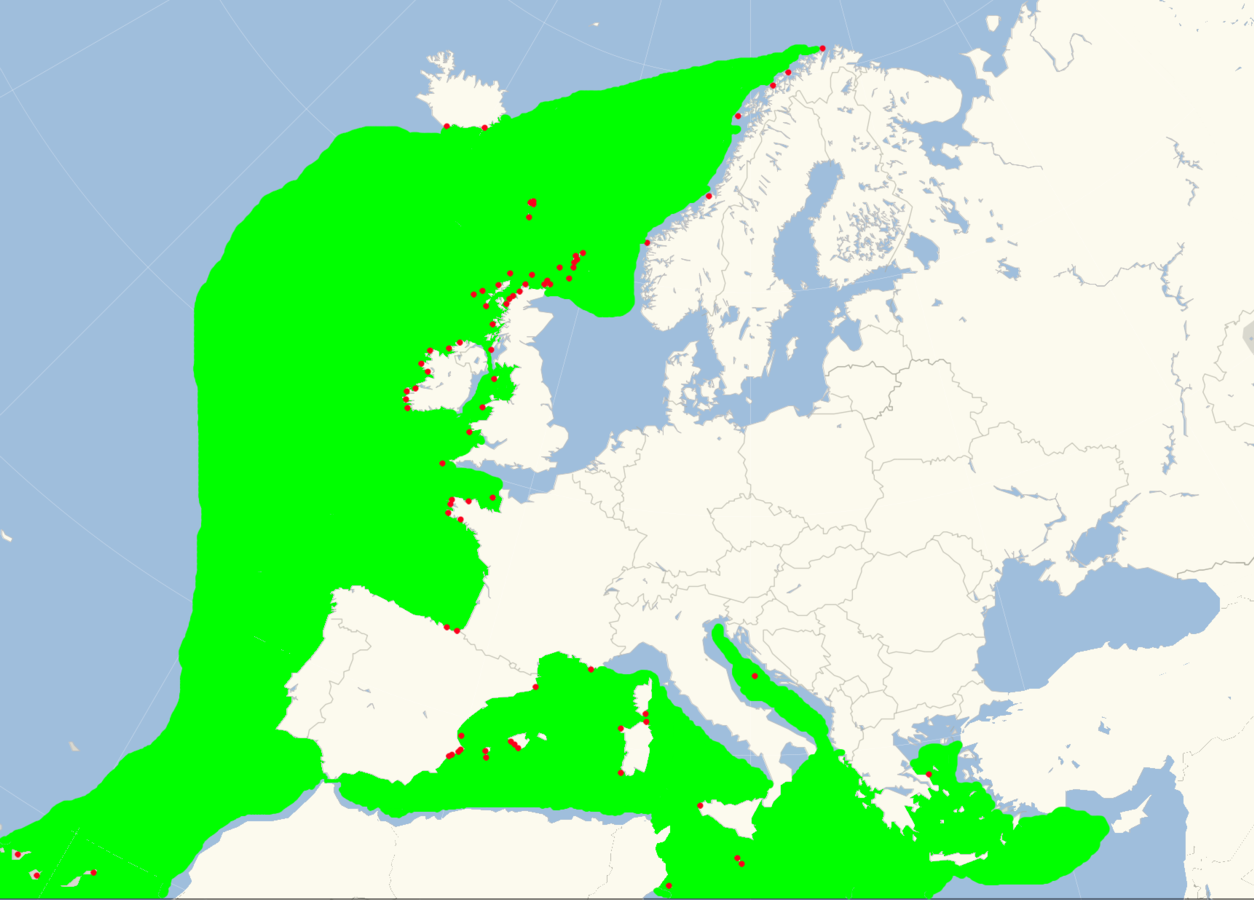

Les populations de l'Atlantique Nord migrent vers l'Afrique en septembre ou novembre, et hivernent au large de l'ouest et du sud de l'Afrique (Atlantique Sud-Est), voire dans l'océan Indien. Elles reviennent en Europe au mois d'avril pour nicher. Les populations méditerranéennes sont généralement sédentaires, mais certains individus se déplacent vers l'est jusqu'en mer Noire.

### Populations
L'essentiel des populations d'océanites tempête concerne la sous-espèce nominale, Hydrobates p. pelagicus, et est concentré dans le nord de l'Europe : Islande, Norvège, îles Féroé — qui se taillent la part du lion avec un effectif compris entre 150 000 et 400 000 couples —, Irlande et Grande-Bretagne. Plus au sud, les effectifs de cette sous-espèce atlantique sont marginaux, en France (îlots bretons pour l'essentiel, et Pays basque) avec environ 800 couples en 2000, en Espagne, avec entre 1000 et 2500 couples environ sur le littoral atlantique continental et aux îles Canaries et au Portugal (effectifs inconnus) à Madère et aux Îles Selvagens.
Les oiseaux méditerranéens appartiennent à la sous espèce Hydrobates pelagicus melitensis. Les quelque 10 000 couples correspondant à cette population sont surtout concentrés à Malte, aux Baléares, en Italie, en France (surtout Corse) et sur le littoral continental de l'Espagne, avec des effectifs plus limités en Algérie, au Maroc, en Grèce et en Croatie.

## Systématique

### Sous-espèces
D'après la classification de référence (version 14.1, 2024) de l'Union internationale des ornithologues, l'Océanite tempête possède 2 sous-espèces :
- Hydrobates pelagicus pelagicus (Linnaeus, 1758) ;
- Hydrobates pelagicus melitensis (Schembri, 1843).

### Étymologie
En ce qui concerne le nom vernaculaire, le terme "Océanite" est une référence au fait que cet oiseau est presque exclusivement marin. Il fait allusion aux "okeanites" grecques ou "océanites" latines, devenues "océanides" en Français, qui selon la mythologie grecque étaient des nymphes de la mer, personnification des vagues, filles de Téthys et d'Océan. Le terme "tempête" lui a été accolé à cause d'anciennes croyances, selon lesquelles cet oiseau était un annonciateur de tempêtes, car il a tendance, par gros temps, à se rassembler dans le sillage des navires, où la mer est plus calme. Une autre croyance était que ces oiseaux rassemblés derrière les navires lors des tempêtes étaient les âmes des marins perdus en mer.
Le nom scientifique est formé de deux termes grecs : "Hydrobates", étymologiquement, signifie "marcher sur l'eau" ("hydro" et "baino"), et fait allusion à leur capacité à "piétiner" l'eau en vol. Le terme "pelagicus" vient de "pelagos", la haute mer.

## L'Océanite tempête et l'homme

### Statut et préservation
Bien que les populations européennes de cet oiseau semblent stables, celles vivant en Méditerranée ont subi un déclin marqué. En effet, ces populations d'océanites sont confinées sur quelques îles, où l'introduction accidentelle de mammifères prédateurs a eu des conséquences néfastes. Dans d'autres zones, l'augmententation du nombre de labbes ou de goélands a accru la pression de prédation sur les Océanites tempête,.

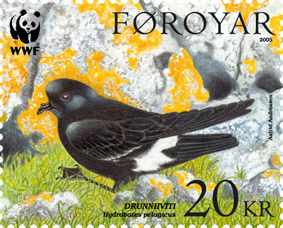
Timbre émis en 2005 par les îles Féroé, à l'effigie de l'Océanite tempête.

Le risque que ces oiseaux ingèrent de la nourriture polluée ou avalent des matériaux indigestibles (notamment des déchets) est une autre menace pour l'espèce. Mais se nourrissant en vol, les Océanites tempête sont moins susceptibles de se faire engluer dans une nappe de pollution aux hydrocarbures que d'autres oiseaux de mer.

### Philatélie
Ont émis des timbres à l'effigie de cet oiseau: Aurigny en 2006, Antigua-et-Barbuda en 1985, les îles Féroé en 2005 et 2007, Jersey en 1975 et Malte en 1981.